# Volvo FM
Volvo FM — семейство крупнотоннажных грузовых автомобилей полной массой от 18 до 50 тонн, заменившее семейство FL.

## Первое поколение (1998—2001)
Двигатели и ходовая часть были унаследованы от Volvo FH первого поколения. Кабина была унаследована от Volvo FL. Интерьер, в том числе панели, взяты от Volvo FH и Volvo NH. Данная серия включает FM7, FM10 и FM12, комплектуется механической или автоматической коробкой передач, доступны следующие приводные конфигурации: 4*2, 6*4, 8*2, 8*4 и 6*6 для строительных и тяжёлых работ.

### Двигатели
- D7C объёмом 7,3 л мощностью от 250 до 290 л. с.
- D10B объёмом 9,6 л мощностью от 320 до 360 л. с.
- D12C объёмом 12,1 л мощностью от 380 до 420 л. с.

## Второе поколение (2001—2013)
Volvo FM второго поколения дебютировал в 2001 году параллельно с пересмотренным Volvo FH. Автомобиль оснащался дизельными двигателями внутреннего сгорания D9A и D12D.

### Фэйслифтинг 2005 года
Осенью 2005 года фирма Volvo Trucks представила модернизированный дизель D9B, который предлагается в трёх версиях по мощности — 300, 340 и 380 л. с.
В октябре 2005 года на Амстердамском автосалоне состоялась мировая премьера обновлённого FM, параллельно с FH. Внешне мало что изменилось, автомобиль получил новый 13-литровый D13A и 6-цилиндровый 12,8-литровый двигатель D13A, заменивший модель D12D. Для серии FM его мощность составляет 400, 440 и 480 л. с. Новый силовой агрегат отличается пониженной массой (на 20—45 кг). В базовой версии оба двигателя рассчитаны на Евро-3, но с весны 2006 года их комплектовали системой каталитической очистки SCR, которая позволяет в зависимости от количества аммиачного раствора AdBlue регулировать газы на соответствие требованиям Евро-4 или Евро-5. Кроме того, бывший 12-литровый двигатель комплектуется системой рециркуляции отработанных газов (EGR), что позволяет довести его до норм Евро-4. Моторный тормоз VEB+Volvo также был улучшен, и теперь он связан с функцией круиз-контроля. Автомобили работают с несколькими типами коробок передач с числом ступеней от 5 до 14 (механические, автоматические 12-ступенчатые I-Shift, Geartronic и Powertronic), причём осенью 2005 года фирма Volvo Trucks представила принципиально новый ряд более облегчённых и компактных автоматических 12-ступенчатых агрегатов I-Shift, рассчитанных для работы с более высокими нагрузками.
Серия FM комплектуется 9 типами ведущих мостов и шасси, различными видами тормозов и подвесок, в том числе пневматической с электронной регулировкой ECS. Она имеет также ручное дистанционное управление, позволяя поддерживать постоянный уровень шасси при различных нагрузках. В зависимости от типа подвески, размерности шин и вида рамы седельные тягачи с колёсными формулами от 4*2 до 6*6 предлагают в 5 вариантах высоты расположения сцепленного устройства (от 810 до 1200 мм). Грузовики и шасси с колёсными формулами 8*4 имеют 4 варианта погрузочной высоты (от 850 до 1200 мм).
Модернизированная в 2005 году рама выдерживает более высокие нагрузки и лучше приспособлена к установке различных кузовов и надстроек. Высокую безопасность автомобилей Volvo FM обеспечивают электронные системы стабилизации движения ESP и управления тормозной системой тягача и прицепа EBS, которые на 25% сокращают возможность возникновения аварийной ситуации. Для работы в разных сферах хозяйства фирма предлагает четыре вида кабин — короткую с отсеком для мелких вещей, две удлинённые со спальными местами и наиболее удобную и много оснащенную Globetrotter с двумя кроватями и внутренней высотой от пола 1930 мм. Кабины оборудованы анатомическими регулируемыми сиденьями и рулевым колесом, системой климат-контроля, удачно сконструированной приборной панелью, многочисленными вещевыми ёмкостями, местами для установки радиоаппаратуры, холодильника и микроволновой печи.
В 2005 году фирма провела работу по дальнейшему улучшению эргономики и повышению комфорта кабин. С 2004 года двухосные тягачи FM9 и строительные шасси FM12 (8*4) комплектуют системой контроля внутреннего давления в шинах каждого колеса ТРМ, которая применяется на автопоездах с максимальным количеством колёс прицепа до 16. Новинкой являются также особо прочный бампер для строительных шасси, который выполнен из стали толщиной 3 мм, фары с решётчатым ограждением, омыватели и очистители.

### Фэйслифтинг 2007 года
В 2007 году Volvo FM получил новый двигатель D13B с турбокомпрессором VGT, который может комплектоваться сажевым фильтром. Самый мощный вариант двигателя D9B был заменен на новый D11B мощностью 390 или 430 л. с.

### Фэйслифтинг 2010 года
В 2010 году Volvo FM снова модернизировали. Внешний вид был обновлён с использованием совершенно новой решётки радиатора и мощных фар. Автомобиль вместо двигателей D9B и D11B получил новый D11C, двигатель D13B остался, кроме того, появился новый двигатель D13C мощностью 380, 420, 460, 500 или 540 л. с. Колёсная база колеблется от 3 до 6,7 м.

### Двигатели
- D9A объёмом 9,4 л мощностью от 260 до 380 л. с.
- D12D объёмом 12,1 л мощностью 420, 460 или 500 л. с.
- D11B объёмом 11 л мощностью 380 или 430 л. с.
- D11C объёмом 11 л мощностью 330, 370, 410 или 450 л. с.
- D13A объёмом 12,7 л мощностью 360, 400, 440, 480 или 520 л. с.
- D13B объёмом 12,7 л мощностью 400, 440 или 500 л. с.
- D13C объёмом 12,7 л мощностью 380, 420, 460, 500 или 540 л. с.

## Третье поколение (2013—настоящее время)
В 2013 году компания Volvo Trucks представила Volvo FM третьего поколения - FM4. Структура кабины нового FM осталась той же, но компания её модернизировала. Автомобиль получил новые двигатели серии D11K и D13K, которые отвечают требованиям Евро-6.

### Двигатели
| Двигатель | Количество и расположение цилиндров | Объём  | Мощность                                 | Крутящий момент               | Нормы выбросов |
| --------- | ----------------------------------- | ------ | ---------------------------------------- | ----------------------------- | -------------- |
| D11K      | Р6                                  | 10,8 л | 243 кВт (330 л. с.) при 1600—1900 об/мин | 1600 Н*м при 950—1400 об/мин  | Евро-6         |
| D11K      | Р6                                  | 10,8 л | 272 кВт (370 л. с.) при 1600—1900 об/мин | 1750 Н*м при 950—1400 об/мин  | Евро-6         |
| D11K      | Р6                                  | 10,8 л | 302 кВт (410 л. с.) при 1600—1900 об/мин | 1950 Н*м при 1000—1400 об/мин | Евро-6         |
| D11K      | Р6                                  | 10,8 л | 332 кВт (450 л. с.) при 1600—1900 об/мин | 2150 Н*м при 1000-1400 об/мин | Евро-6         |
| D13K      | Р6                                  | 12,8 л | 309 кВт (420 л. с.) при 1400—1800 об/мин | 2100 Н*м при 860-1400 об/мин  | Евро-6         |
| D13K      | Р6                                  | 12,8 л | 338 кВт (460 л. с.) при 1400—1800 об/мин | 2300 Н*м при 900-1400 об/мин  | Евро-6         |
| D13K      | Р6                                  | 12,8 л | 368 кВт (500 л. с.) при 1400—1800 об/мин | 2500 Н*м при 1000-1400 об/мин | Евро-6         |